# Rex Russiae

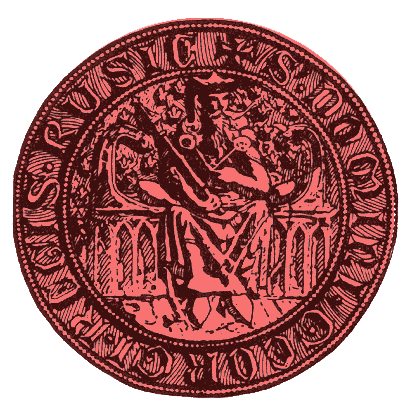
Das Siegel von Juri I. von Galizien

Rex Russiae (lateinisch für König von Rus bzw. Russland, Reußen, Ruthenien) war ein westeuropäischer Titel, der in zahlreichen mittelalterlichen Dokumenten und narrativen Quellen in Bezug auf russische Herrscher der Rurikiden-Dynastie verwendet wurde. Manchen von ihnen wurde er aktiv angeboten. Der einzige Fall, als dieser Titel angenommen wurde, war die Krönung von Daniel Romanowitsch von Galizien-Wolhynien in Dorogitschin im Jahre 1253.

## Geschichte
Der Titel trat in päpstlichen Briefen an die Fürsten der Kiewer Rus seit dem 10. Jahrhundert auf und spiegelte die damalige Gewohnheit wider, die Herrscher unabhängiger Länder als Könige zu bezeichnen. Als unter den Söhnen Jaroslaws des Weisen ein Thronstreit ausbrach, sandte Fürst Isjaslaw I. seinen Sohn Jaropolk nach Rom, wo dieser 1075 eine päpstliche Bulle erhielt, die ihn zum König der Rus proklamierte. Nach seiner Rückkehr riskierten die beiden jedoch nicht, die Bulle in ihrem russisch-orthodoxen Land zu veröffentlichen. Der Versuch, die traditionelle Erbfolgeordnung der Rurikiden auf diese Weise zu verändern, schlug fehl.
Der Königstitel tauchte in der russischen politischen Kultur im 13. Jahrhundert auf, als er gleichzeitig zwei Herrschern Osteuropas verliehen wurde: Daniel Romanowitsch von Galizien-Wolhynien und Mindaugas von Litauen. Daniel wurde von päpstlichen Legaten 1253 in der Grenzstadt Dorogitschin gekrönt. Mit der Vergabe der Königstitel verfolgte Rom das Ziel, seine Einflusssphäre auszudehnen, doch weder der Katholizismus noch die Kreuzzüge gegen die Heiden waren für die beiden Herrscher von Bedeutung. Daniel brauchte Militärhilfe gegen die Mongolen, während Mindaugas sie gegen die Ritter des Deutschen Ordens benötigte. Der Papst konnte und wollte diese Hilfe nicht bereitstellen, weswegen die Vereinbarungen nicht realisiert wurden und der Titel für alle Seiten sinnlos wurde. Daniels Söhne Lew und Mstislaw ließen sich nicht mehr krönen. Ein Wiederbelebungsversuch des Titels wurde von Daniels Enkel Juri unternommen, der ihn auf Münzen und Siegeln verwendete, auch seine Nachkommen benutzten ihn. Nach der Eroberung von Lwow durch den polnischen König Kasimir III. im Jahre 1349, hat dieser den Titel Regis Russiae in seinen Titel aufgenommen. Im Laufe des 14. Jahrhunderts wurde unter Russia im engeren Sinne allerdings nur noch das bisherige Fürstentum Halitsch verstanden, während das Fürstentum Wolhynien als Ladimiria bezeichnet wurde (von Wladimir (heute Wolodymyr); später auch Lodomerien) und Teil des Großfürstentums Litauen wurde. Das „Königreich Rus“ wurde 1434 abgeschafft und in die Woiwodschaft Ruthenien umgewandelt.
1489 überbrachte der deutsche Diplomat Nikolaus Poppel dem Moskauer Großfürsten Iwan III., der sich Herrscher der ganzen Rus (государь всея Руси) nannte, das Angebot eines Königstitels aus den Händen des römisch-deutschen Kaisers Maximilian I. Daraufhin ließ Iwan III. den Diplomaten wissen, dass die Rurikiden seit den Urahnen Herrscher ihrer Gebiete sind und ihre Macht von Gottes Gnaden haben. Man habe nie zuvor etwas anderes gesucht und habe das auch jetzt nicht vor. Ähnliche Angebote des Königstitels von Seiten der Päpste oder der römisch-deutschen Kaiser, die darin ein Instrument der Integration Russlands ins katholische Europa sahen, erhielten in der Folge auch Wassili III. sowie Iwan IV., die ihn jedoch ebenfalls ablehnten. Als im Jahr 1550 in Europa ein falsches Gerücht aufkam, dass der Papst Iwan IV. im Gegenzug für den gemeinsamen Kampf gegen die Türken den Königstitel verleihen soll, hat das in Polen-Litauen für erhebliche Unruhe gesorgt. Gesandte von König Sigismund II. August baten den Papst eindringlich, Iwan IV. nicht als König von Russland (Rex Russiae), sondern als lediglich König von Moskowien (Rex Moscoviae) anzuerkennen, da der Titel Rex Russiae angeblich bereits den Jagiellonen gehört.